# Кисточка (мультфильм)
«Кисточка» — российский короткометражный рисованный мультипликационный фильм 2000 года студии «Союзмультфильм».
Третий и последний из трёх сюжетов мультипликационного альманаха «Весёлая карусель» № 31.
Мультфильм участвовал в конкурсной программе Открытого российского фестиваля анимационного кино, проходившего в Тарусе в 2001 году.

## Сюжет
История о наивном львёнке, который возомнил себя художником из-за того, что у него есть кисточка на кончике хвоста.

## Создатели
| Автор сценария и кинорежиссёр | Александр Давыдов                     |
| Художник-постановщик          | Елизавета Жарова                      |
| Художники-мультипликаторы     | Галина Золотовская, Александр Давыдов |
| Композитор                    | Леонид Печников                       |
| Текст читает                  | Юрий Яковлев                          |